# Berardino Rota
Berardino (o Bernardino) Rota (Napoli, 1509 – Napoli, 26 dicembre 1574) è stato un poeta italiano.

## Biografia
Figlio di Antonio Rota e Lucrezia Brancia, proveniva da una famiglia nobile napoletana "fuori seggio", di origine piemontese. Berardino aveva cinque fratelli maggiori morti tutti prima di lui: Giovanni Battista, morto nel 1512; Giovan Francesco, nel 1527; Ferdinando (o Ferrante); Salvatore, nel 1552 e Alfonso. Aveva anche tre sorelle.
Fu allievo del poeta Marcantonio Epicuro, e già negli anni 1530 aveva una certa fama come poeta latino. Paolo Giovio, citando i letterati napoletani del tempo lo cita come allievo di Epicuro: «Rotilius noster» cioè Berardino Rota. In questo periodo compose le Egloghe pescatorie, che Scipione Ammirato data nel 1533 e che vennero pubblicate molto più tardi.
Nel 1543 sposò Porzia Capece; la coppia cinque figli maschi e due femmine. Porzia morì di parto nel 1559. Alla moglie dedicò alcuni i sonetti.
Poco dopo il matrimonio fu tra i fondatori dell'Accademia dei Sireni e negli stessi anni iniziò uno scambio epistolare con Angelo di Costanzo e nel 1548 con Annibale Caro.
Dalla prima metà degli anni 1550 diverse poesie, in particolare sonetti, vengono pubblicate in varie collettanee, sia in italiano che in latino. È pubblicato in raccolte, tra i altri, di Giovanni Della Casa, Pasquale Caracciolo, Ferrante Carafa, Annibale Caro, Giovan Battista Attendolo, Giovanni Battista Arcucci.
Con la morte senza eredi dei fratelli maggiori divenne erede dei titoli nobiliari della famiglia. Negli ultimi anni soffriva di gotta. Fece testamento nel novembre del 1574, in cui c'era un lascito per il Monte di pietà, da destinare ai poveri. Fu sepolto nella chiesa di San Domenico Maggiore.

## Opere
Ha lasciato elegie, silve, epigrammi, sonetti, per cui fu considerato come un imitatore del Petrarca, e egloghe marine che gli hanno assicurato il titolo di creatore del genere pescatorio. La migliore edizione delle sue Opere è quella di Mazio, Napoli, 1726.
- Oh che begli atti in dolce umil sembiante
- Berardini Rotae viri patricii, Carmina, Napoli, 1522
- Delle egloghe pescatorie, Napoli, 1572
- Delle rime del s. Berardino Rota (terza impressione), Napoli, 1572
  - quarta edizione, Napoli, 1720 (con biografia)
- Delle poesie del Signor Berardino Rota, Napoli, 1737 (con biografia)
  - parte I
  - parte II